# Avant (Renfe)
Pour les articles homonymes, voir Avant.

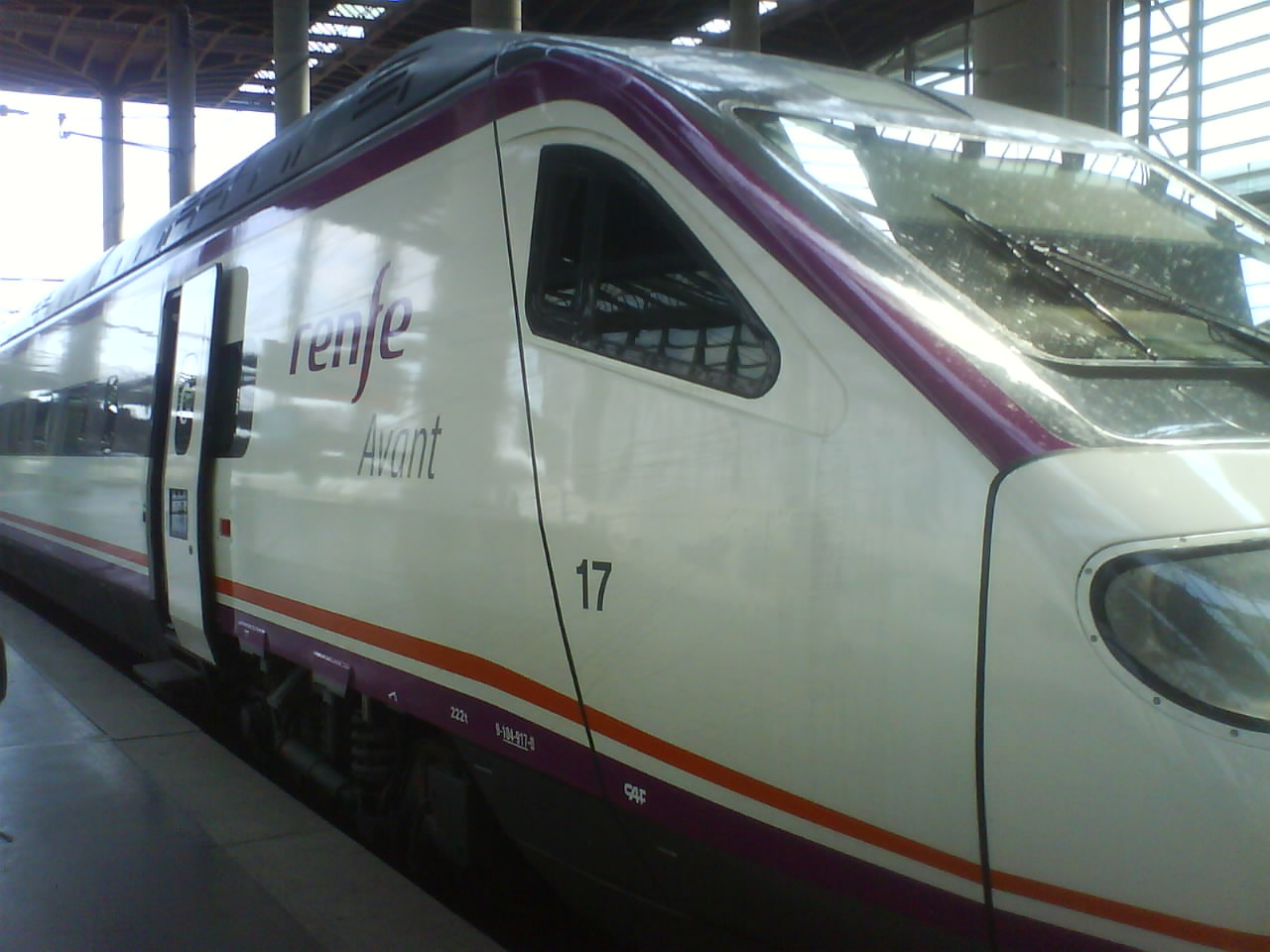
Un train Avant.

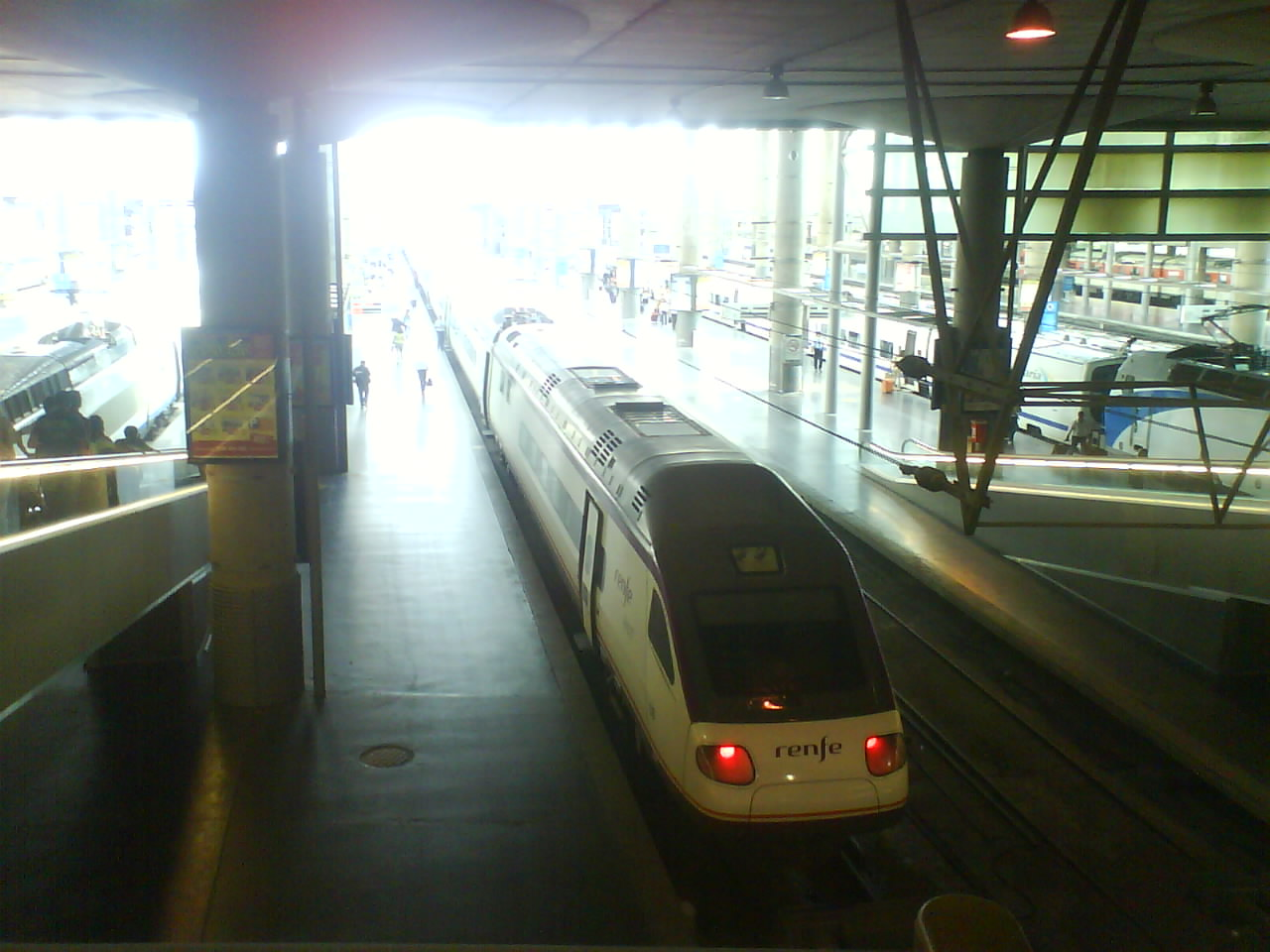
Un train Avant en gare de Madrid-Atocha.

Le service Avant de la Renfe est un mode de transport ferroviaire régional à grande vitesse en Espagne, assuré par des trains S-104 et S-130, qui roulent sur les lignes à grande vitesse. 
Ce service relie deux villes de moyenne distance (100-200 km) en un voyage durant moins de 1h30. Les premières circulations ont été engagées entre Cordoue et Séville et sur le parcours Madrid-Tolède.

## Lignes et cadence
Les lignes actuelles existantes réalisées avec les trains S-104 et S-130 sont :
| Destination                                        | Arrêt(s) intermédiaire(s)                                    | Temps de trajet                                                                                      |
| -------------------------------------------------- | ------------------------------------------------------------ | --- |
| Madrid-Atocha - Puertollano                        | Ciudad Real-Central                                          | 53 minutes jusqu'à Ciudad Real et 1h08 jusqu'à Puertollano                                           |
| Madrid-Atocha - Tolède                             | Pas d'arrêt intermédiaire                                    | 30 minutes                                                                                           |
| Séville-Santa Justa - Malaga-María Zambrano        | Cordoue-Central - Puente Genil-Hererra - Antequera-Santa Ana | 35 minutes jusqu'à Cordoue, 1h12 jusqu'à Puente Genil, 1h26 jusqu'à Antequera et 1h55 jusqu'à Malaga |
| Madrid-Chamartin-Clara Campoamor - Segovie-Guiomar | Pas d'arrêt intermédiaire                                    | 35 minutes                                                                                           |
| Barcelone-Sants - Lérida Pyrénées                  | Camp de Tarragone                                            | 41 minutes jusqu'à Tarragone et 1h15 jusqu'à Lleida                                                  |
| Barcelone-Sants - Figueras-Vilafant                | Gérone                                                       | 54 minutes jusqu'à Figueras                                                                          |
| Saragosse-Delicias - Calatayud                     | Pas d'arrêt intermédiaire                                    | 30 minutes                                                                                           |
| Saragosse-Delicias - Huesca-Intermodale            | Tardienta                                                    | 42 minutes                                                                                           |